# Rai Premium
«Rai Premium» (Ра́й Премиум) — бесплатный телеканал производства итальянской государственной телерадиовещательной корпорации «Rai».

## Тема канала
Канал посвящён лучшим телесериалам, произведённым для «Rai» или из репертуара «Rai». Слоган канала, «Il canale per veri affictionati», можно перевести как «Канал для по-настоящему увлечённых телесериалами».

## Технические данные
«Логический номер» телеканала (присвоенный ему в Италии порядковый номер) — 25.
В Италии телеканал можно принимать в эфире в составе цифрового мультиплекса «RAI Mux 3». Доступен он бесплатно и со спутника («Hot Bird 13C», 13° в.д.).
С 26 мая 2016 года начал вещание в HDTV формате.